# Villapark (Maastricht)
Het Villapark, ook wel aangeduid als Villapark-Sint Pieter, is een woonwijk in de Nederlandse stad Maastricht. Het is tevens een van de 44 officiële buurten binnen de gemeente Maastricht, waarvan de grenzen echter niet samenvallen met die van de woonwijk. De buurt staat bekend als relatief welvarend, relatief groen en telt een groot aantal rijks- en gemeentelijke monumenten.

## Ligging, naamgeving en bevolkingssamenstelling
De CBS-buurt Villapark is onderdeel van de wijk Maastricht-Zuidwest en wordt begrensd door het riviertje de Jeker en de buurt Jekerdal in het westen, de Prins Bisschopsingel (N278) in het noorden, de rivier de Maas in het oosten en de buurt Sint Pieter in het zuiden.
De afbakening van de buurten Jekerkwartier, Villapark en Sint Pieter door het Centraal Bureau voor de Statistiek - en vervolgens overgenomen door de gemeente Maastricht - zorgt voor de nodige onduidelijkheid, omdat de begrenzing van de CBS-buurt anders is dan die van de gelijknamige woonwijk. Zo liggen, volgens de officiële wijk- en buurtindeling, de twee kerken van Sint Pieter niet in de buurt Sint Pieter maar in Villapark. Het noordelijk deel van het historische Villapark (met onder andere het Henri Hermanspark, de Van Heylerhoflaan, de Prins Hessen-Casselstraat en delen van de Sint Hubertus- en Sint Lambertuslaan) ligt volgens diezelfde buurtindeling in het Jekerkwartier. Toch zal een bewoner van die straten niet gauw zeggen in het Jekerkwartier te wonen, terwijl iemand die het kerkhof van Sint-Pieter op de Berg bezoekt niet het gevoel zal hebben zich in het Villapark te bevinden. De CBS-buurt Sint Pieter omvat vrijwel uitsluitend landelijk gebied en telt slechts enkele tientallen verspreide woonhuizen.
De CBS-buurt Villapark (inclusief het dorp Sint Pieter) heeft ruim 3.000 inwoners. Het inkomensniveau is bovengemiddeld in vergelijking met andere Maastrichtse buurten. De werkloosheid ligt onder het gemiddelde, evenals het percentage bewoners dat afhankelijk is van een uitkering. Een meerderheid van de bewoners woont in koopwoningen, die relatief groot zijn.

## Geschiedenis

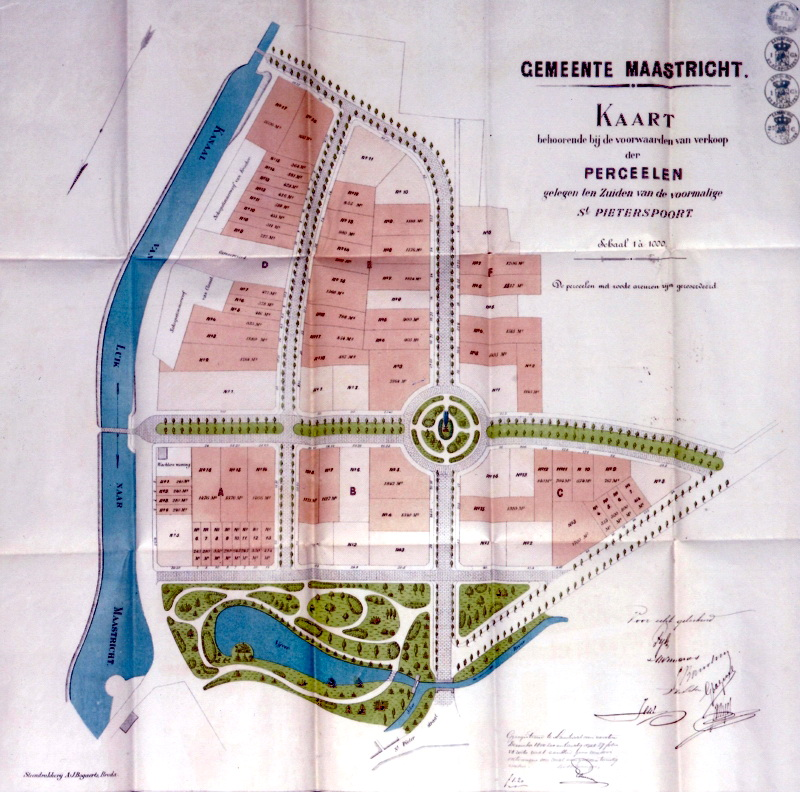
Ontwerp Villapark, 1886

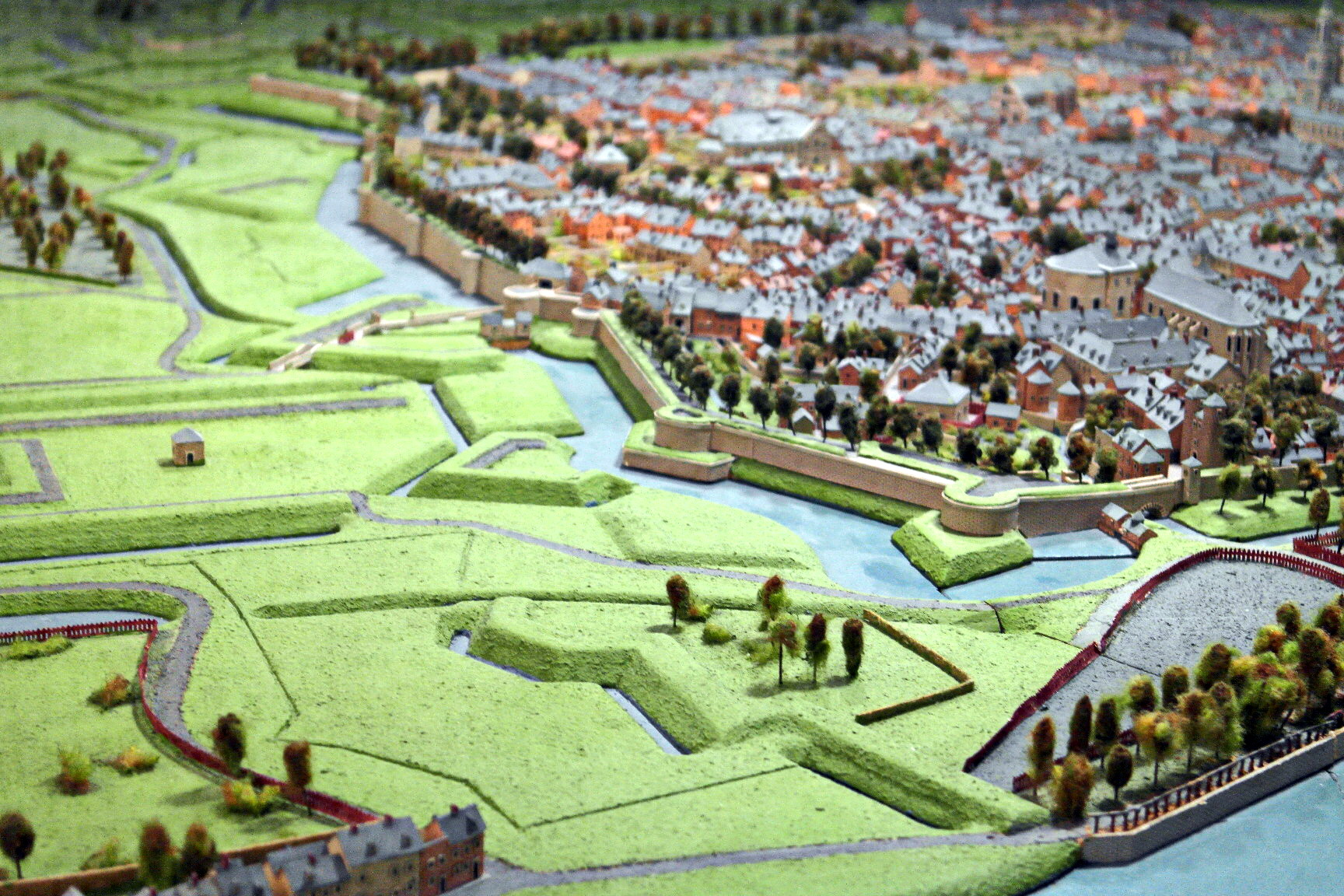
De zuidelijke vestingwerken op de maquette van Maastricht, ca. 1750

Het Villapark werd eind 19e eeuw aangelegd op de geslechte vestingwerken van Maastricht aan de zuidrand van de stad. Nadat de gemeente in 1881 eigenaar was geworden van een groot deel van het gebied, werden alle aanwezige buitenwerken gesloopt en het terrein geëgaliseerd. In 1886 waren alle fortificaties tussen het toen nog bestaande Kanaal Luik-Maastricht en de latere Sint Hubertuslaan verdwenen.
Van de tweede middeleeuwse stadsmuur bleven delen behouden, hoewel de Sint-Pieterspoort al meteen na de opheffing van de vestingstatus in 1867 aan de slopershamer ten prooi viel. De gerestaureerde delen van de stadsmuur werden opgenomen in een uitbreiding van het Stadspark Maastricht, naar ontwerp van de Belg Liévin Rosseels. Aansluitend aan het park bouwden welgestelde Maastrichtenaren hun villa's en geschakelde herenhuizen.

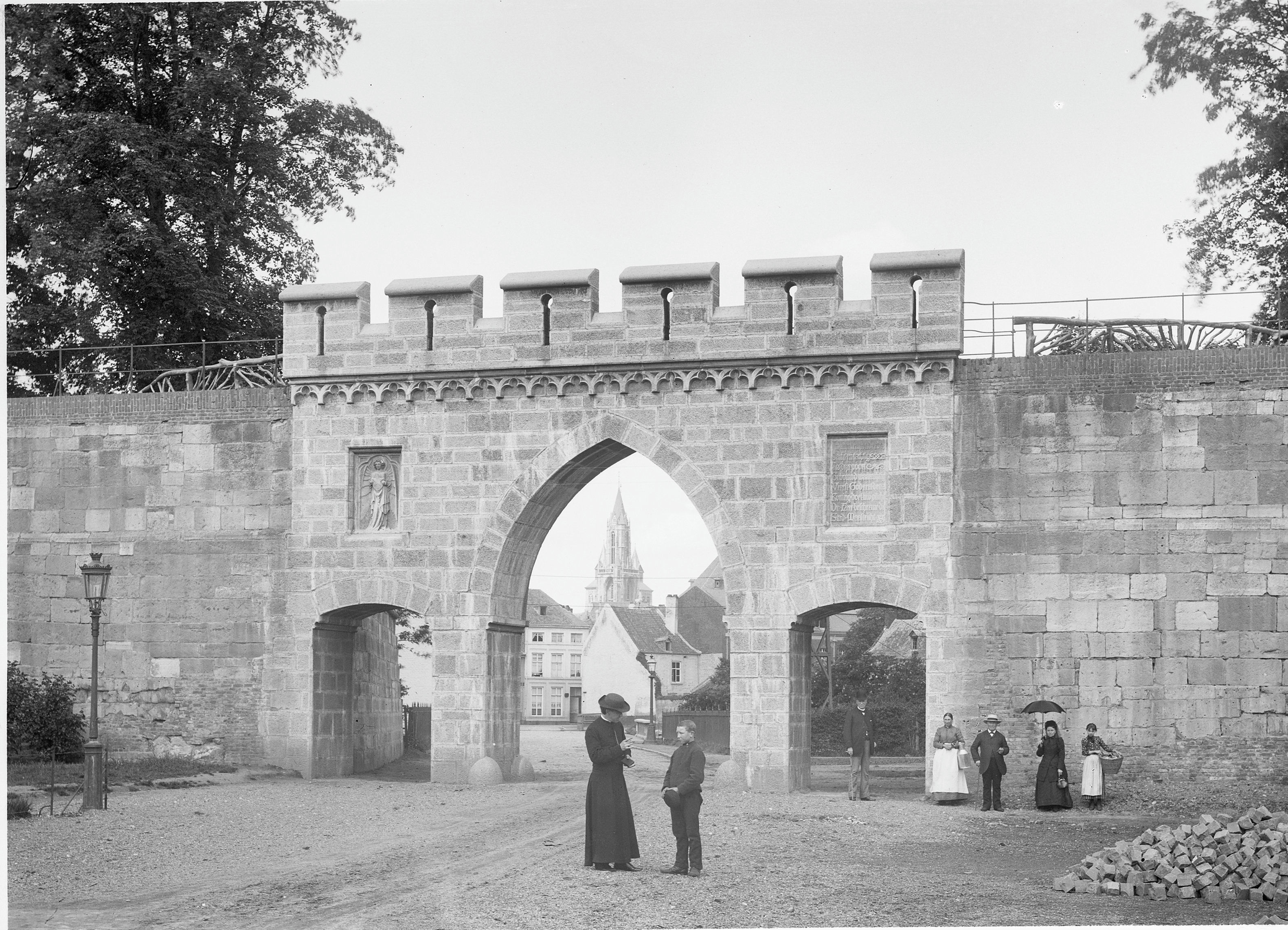
De Poort Waerachtig in 1893, toegangspoort tot het Villapark

Het stedenbouwkundig ontwerp van de buurt, aanvankelijk Willemspark geheten, was van W.J. Brender à Brandis, die ook zelf enkele villa's ontwierp. Op de kruising van de twee voornaamste lanen, de Sint Lambertuslaan en de Prins Bisschopsingel werd een rond-point aangelegd met een ruim plantsoen en vier grote villa's op de hoeken. Voor het centrale deel van het Villapark golden strikte bouwvoorschriften. Zo mocht slechts een kwart van de perceeloppervlakte worden bebouwd om het groene karakter van de buurt te garanderen. Na 1900 werden deze regels versoepeld omdat de resultaten tegenvielen. Om de nieuwe buurt beter bereikbaar te maken, werd in 1887 de stadswal tussen de rondelen Haet ende Nijt en De Vijf Koppen doorbroken en van een neogotische poort voorzien, de Poort Waerachtig.
Vanwege het feit dat zich ten westen van de Sint Hubertuslaan een inundatiegebied had bevonden ("De Kommen", onderdeel van de Lage Fronten), was woningbouw hier aanvankelijk niet mogelijk. Tussen 1908 en 1916 werd de buitenste tak van de Jeker omgelegd naar het noorden, richting stadsmuur. Een deel van het terrein werd daarna opgehoogd en kreeg opnieuw een militaire bestemming; hier verrees de Tapijnkazerne.
Na de opening van de John F. Kennedybrug in 1968 veranderde het karakter van de buurt. De dan toe rustige Prins Bisschopsingel werd een van de drukste verkeersstraten van Maastricht en deelde het Villapark in tweeën. Het rond-point is grotendeels verdwenen. Een deel van de historische villa's zijn tegenwoordig in gebruik als kantoorvilla. Een aantal zijn beschermd als rijksmonument.

## Voorzieningen
De buurt kent een behoorlijk aantal voorzieningen, waaronder een klein winkelcentrum aan de Glacisweg en diverse horecagelegenheden. Er zijn twee rooms-katholieke kerken. De kerk van Sint-Pieter boven is de oudste en heeft meerdere voorlopers, die mogelijk teruggaan tot de vroege middeleeuwen. Het huidige gebouw betreft een neogotische kerk uit 1875 naar ontwerp van Johannes Kayser. De kerk is gewijd aan de Allerheiligste Verlosser en de Heilige Petrus. In de volksmond heet deze kerk "Sint Pieter op de Berg". De kerk van Sint-Pieter beneden is een torenloos gebouw uit 1938, door Frits Peutz ontworpen als een vroegchristelijke basilica.
Op de hoek Prins Bisschopsingel / Sint Hubertuslaan ligt het politiebureau van de Regionale Eenheid Limburg. Ertegenover, officieel behorend tot het Jekerkwartier, ligt het terrein van de voormalige Tapijnkazerne met een aantal onderwijsgebouwen van de Universiteit Maastricht. De enige middelbare school in de buurt, het Henric van Veldekecollege, verdween in 1987 als gevolg van een fusie. Een deel van het gebouw bleef bij de sloop in 1994/1995 behouden als wooncomplex 'Hof van Veldeke'. Ook het voormalige PLEM-hoofdkantoor aan de noordzijde van de Prins Bisschopsingel (officieel Jekerkwartier) is verbouwd tot appartementengebouw.

## Bezienswaardigheden
De CBS-buurt Villapark (ten zuiden van de Prins Bisschopsingel en inclusief het dorp en de woonwijk Sint Pieter) telt enkele tientallen rijksmonumenten en 143 gemeentelijke monumenten, merendeels villa's, herenhuizen en luxe appartementengebouwen. Tot die laatste categorie behoren onder andere het woongebouw Blekerij 62 en het voormalige Henric van Veldekecollege, thans "Hof van Veldeke" geheten. Ook het noordelijk deel van het Villapark, dat officieel tot de buurt Jekerkwartier behoort, telt vele monumentale woonhuizen. Daarnaast bevinden zich hier de voormalige Tapijnkazerne met diverse rijks- en gemeentelijke monumenten, en het voormalige PLEM-hoofdkantoor, thans appartementencomplex.

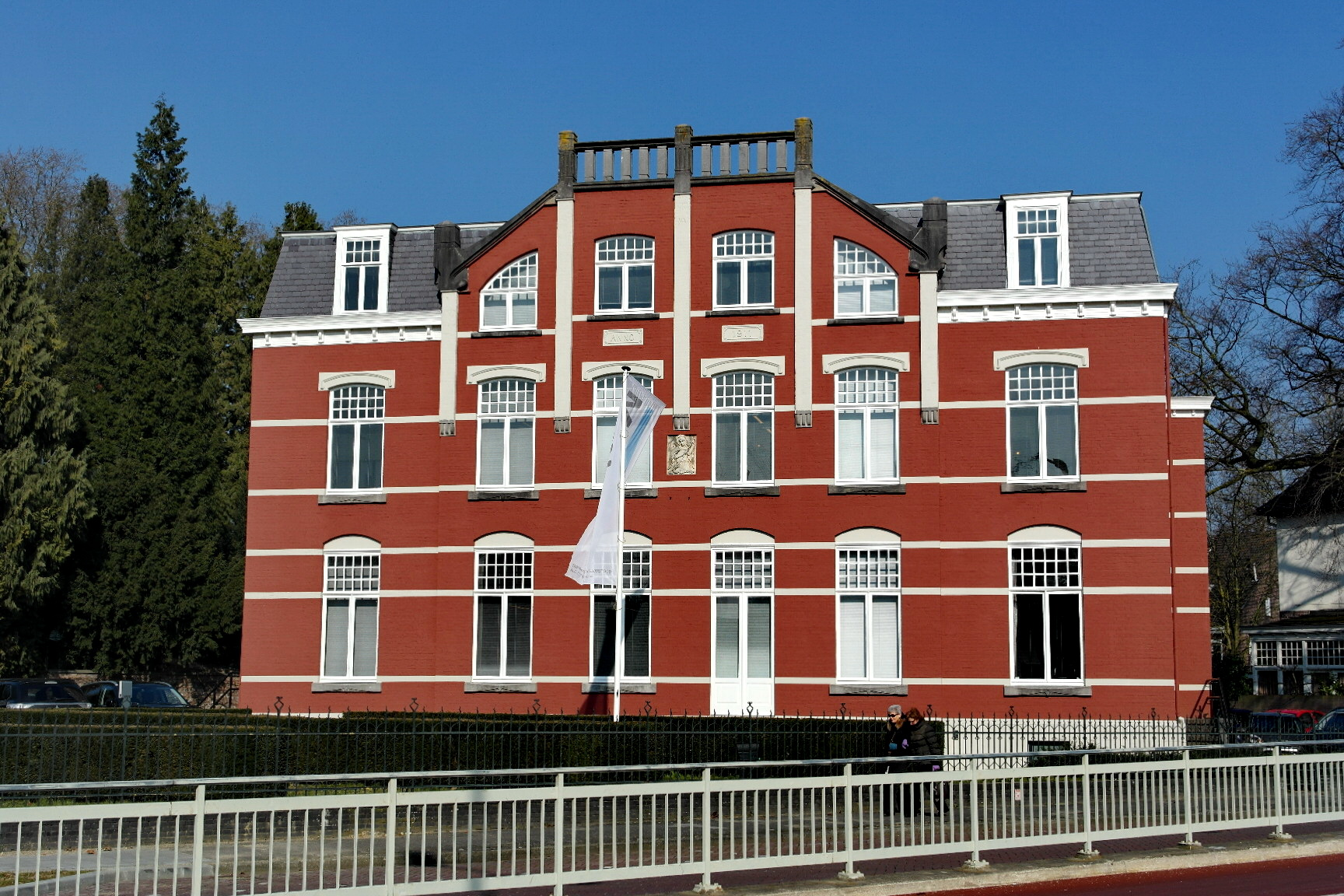
Prins Bisschopsingel 16
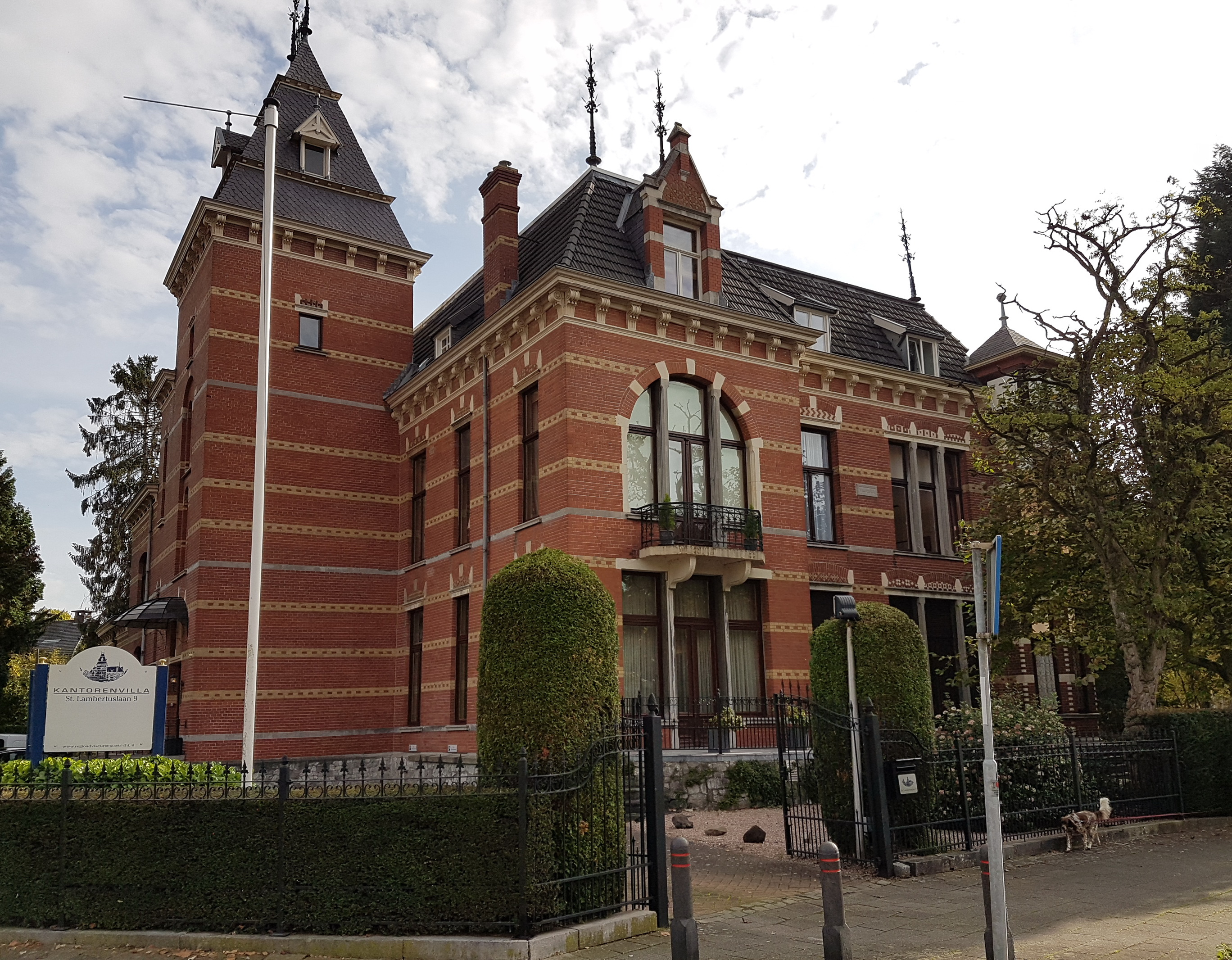
Sint Lambertuslaan 9
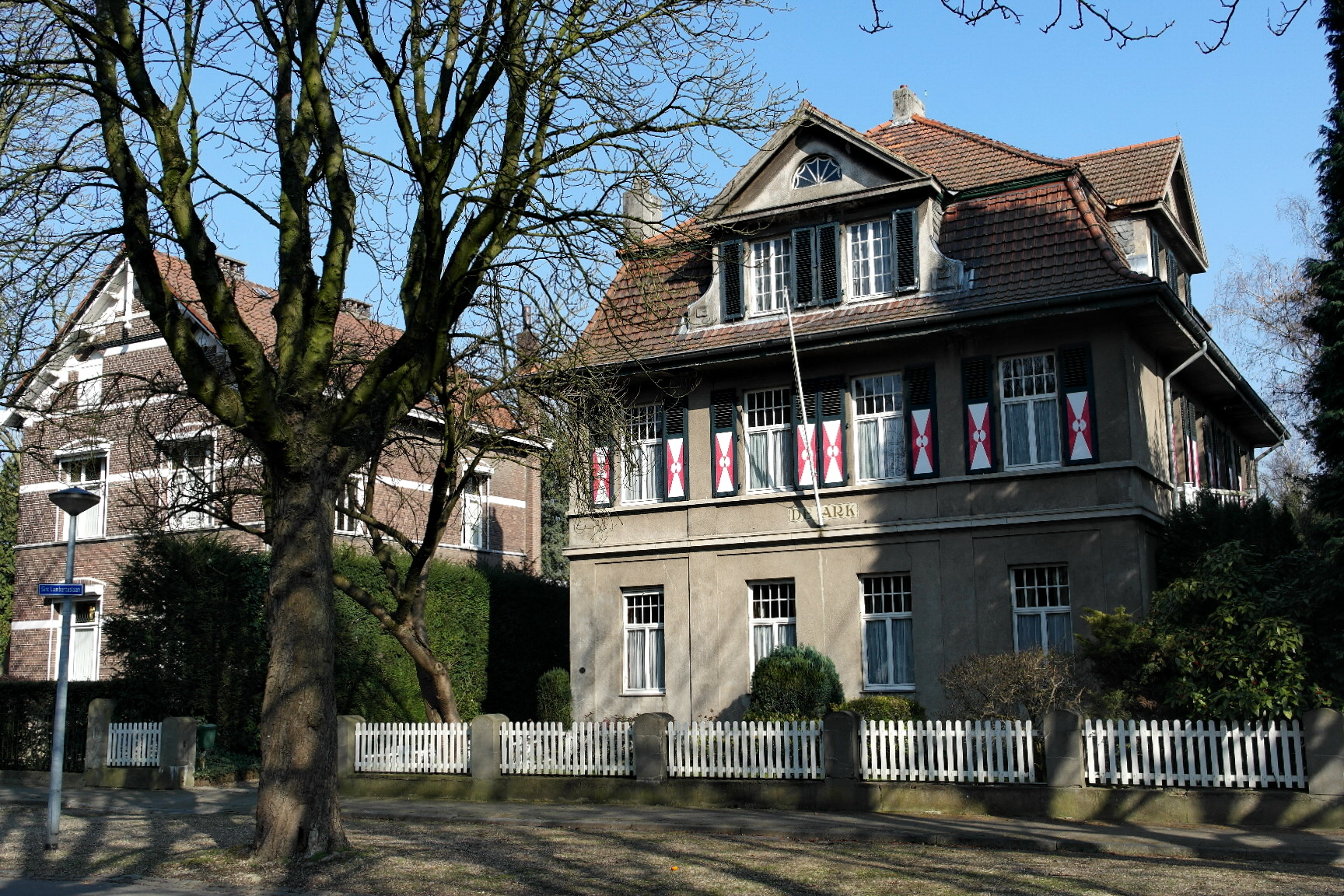
Villa De Ark
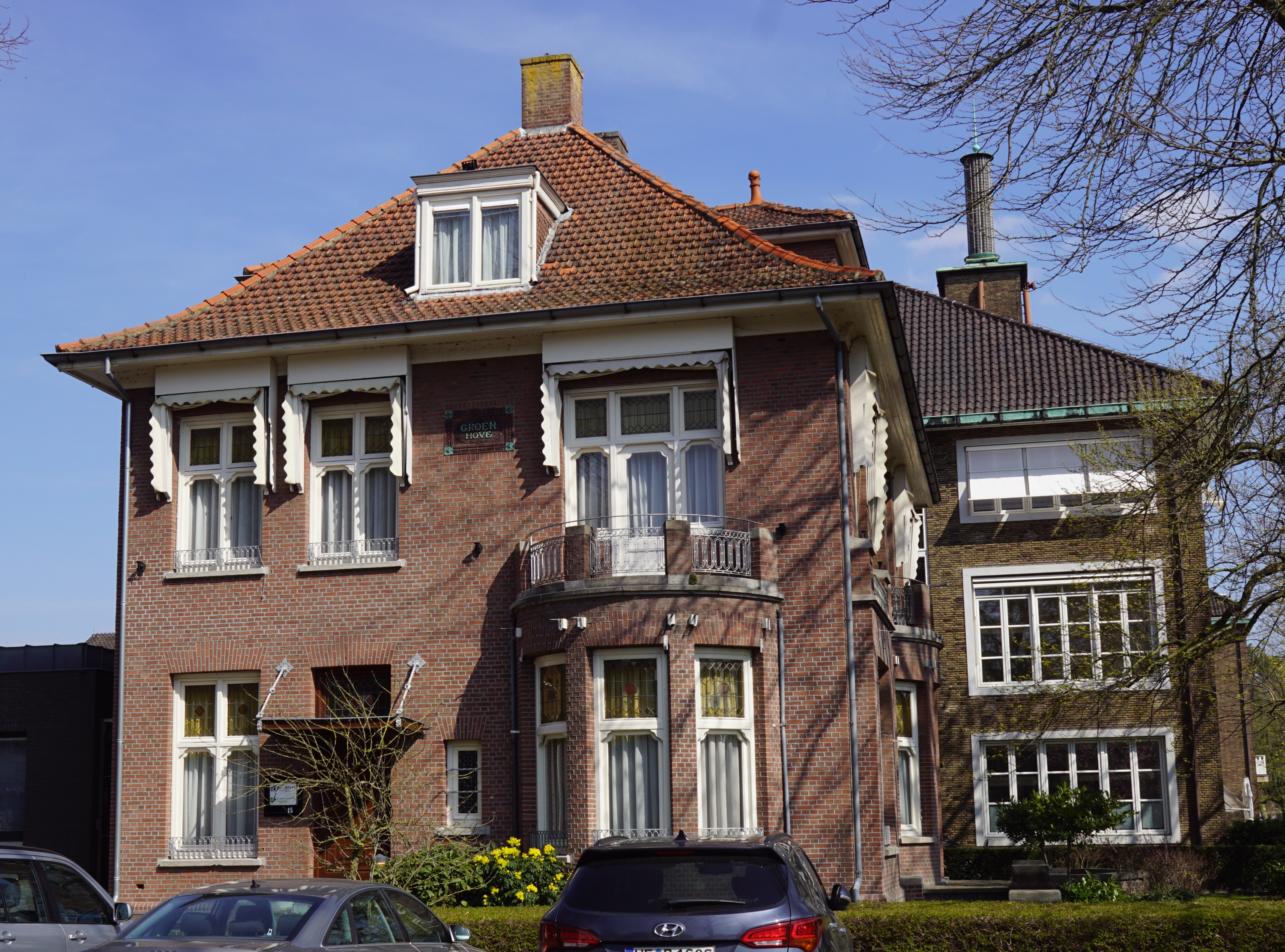
Prins Hessen-Casselstraat 15
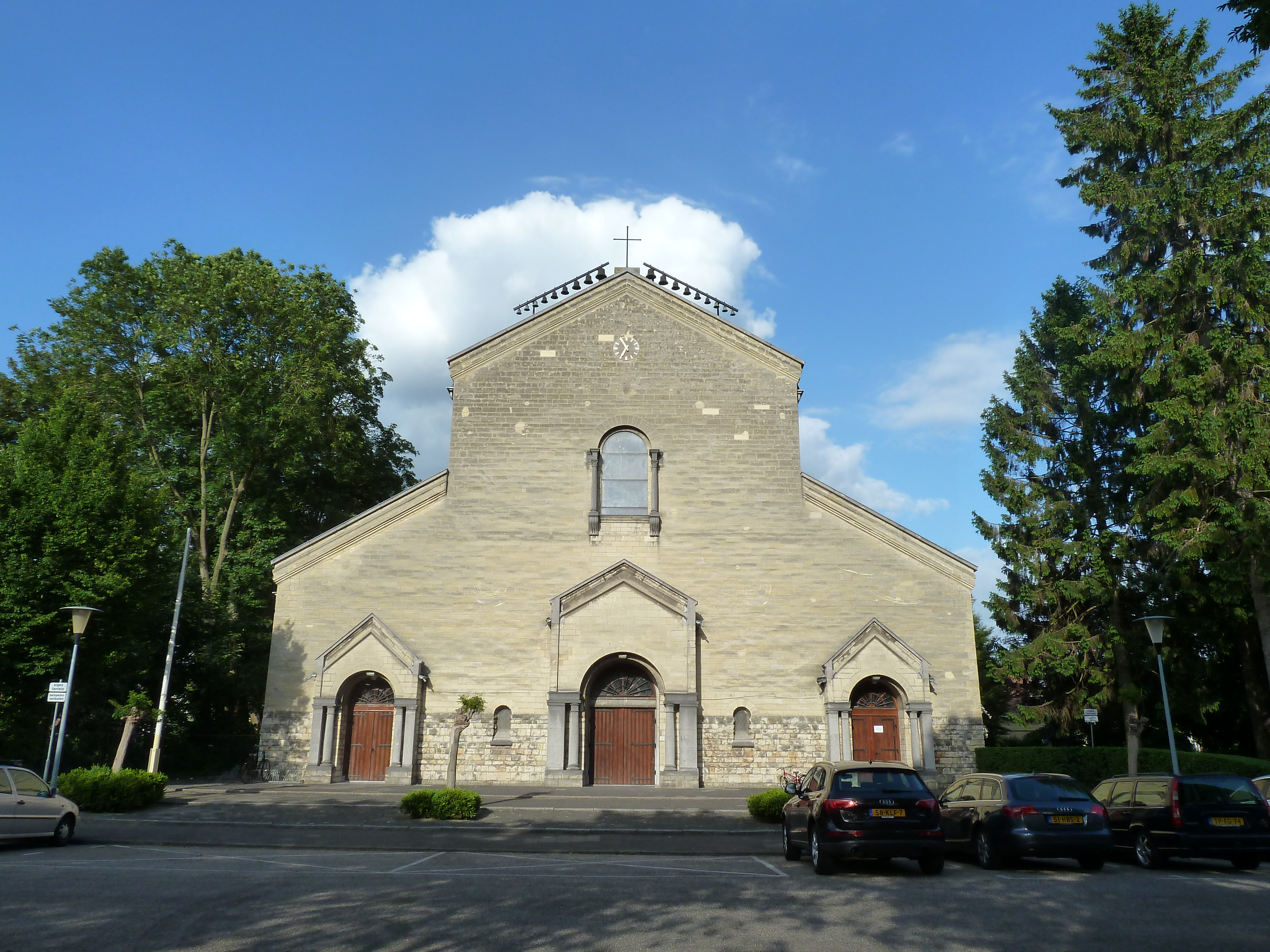
Kerk Sint-Pieter beneden
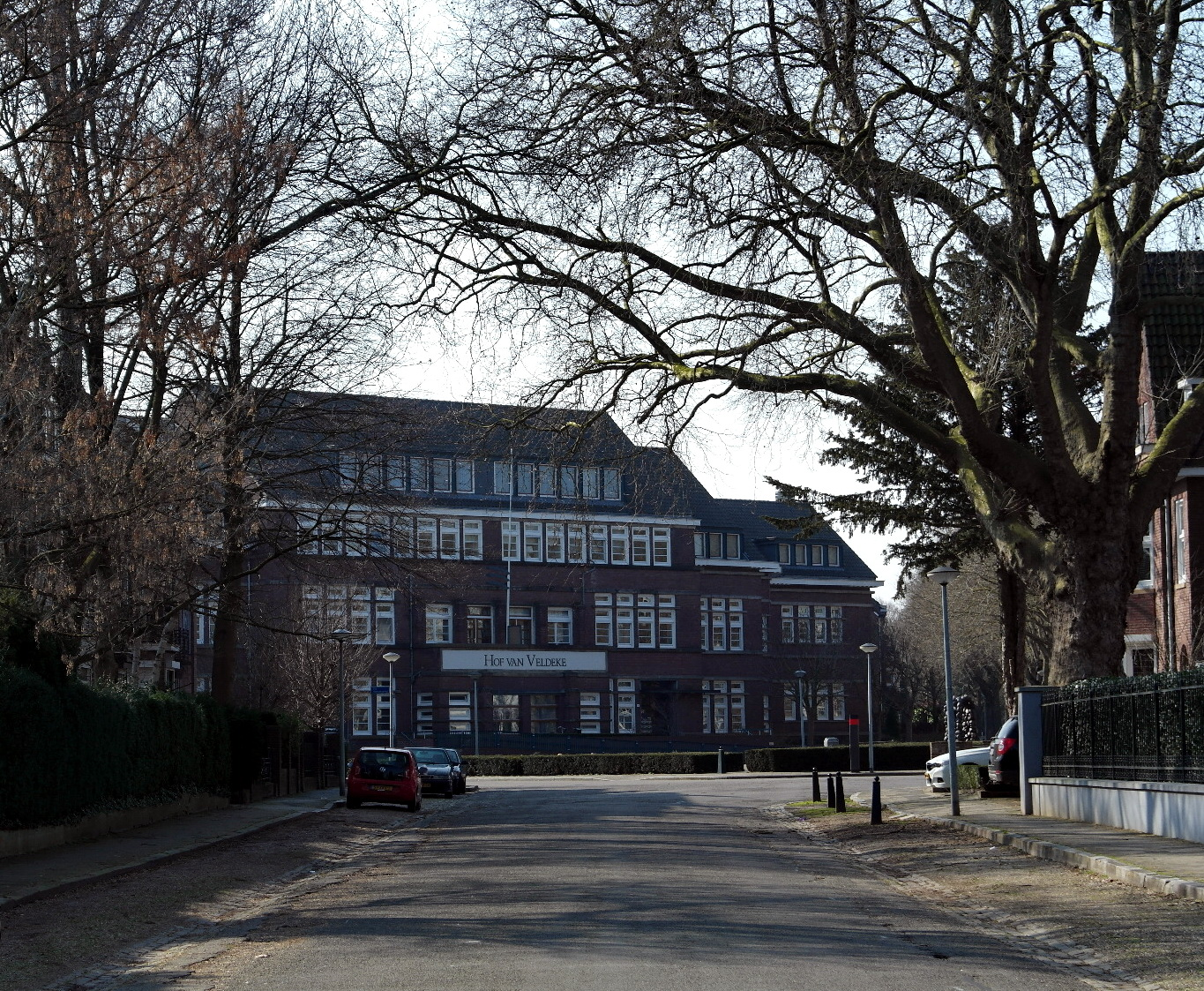
Aylvalaan en Hof van Veldeke
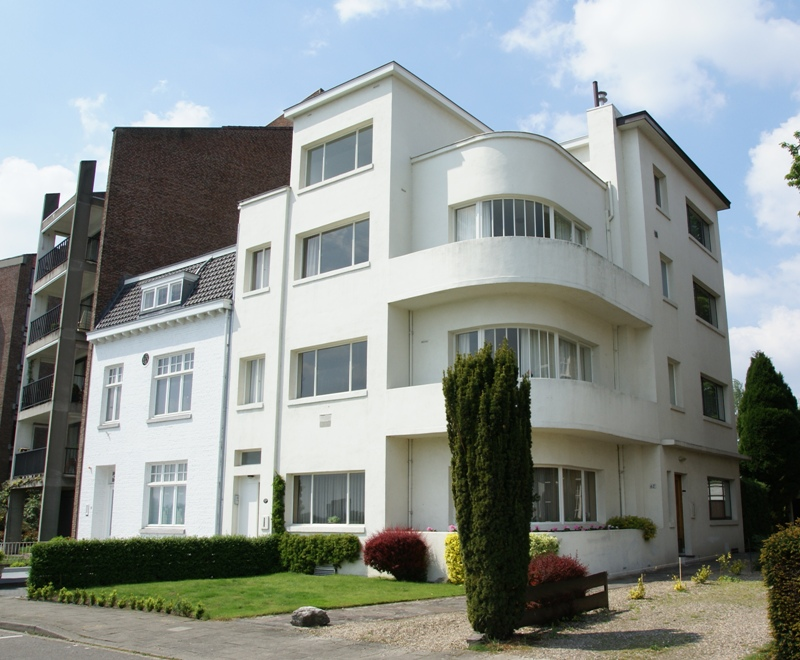
Woongebouw Blekerij
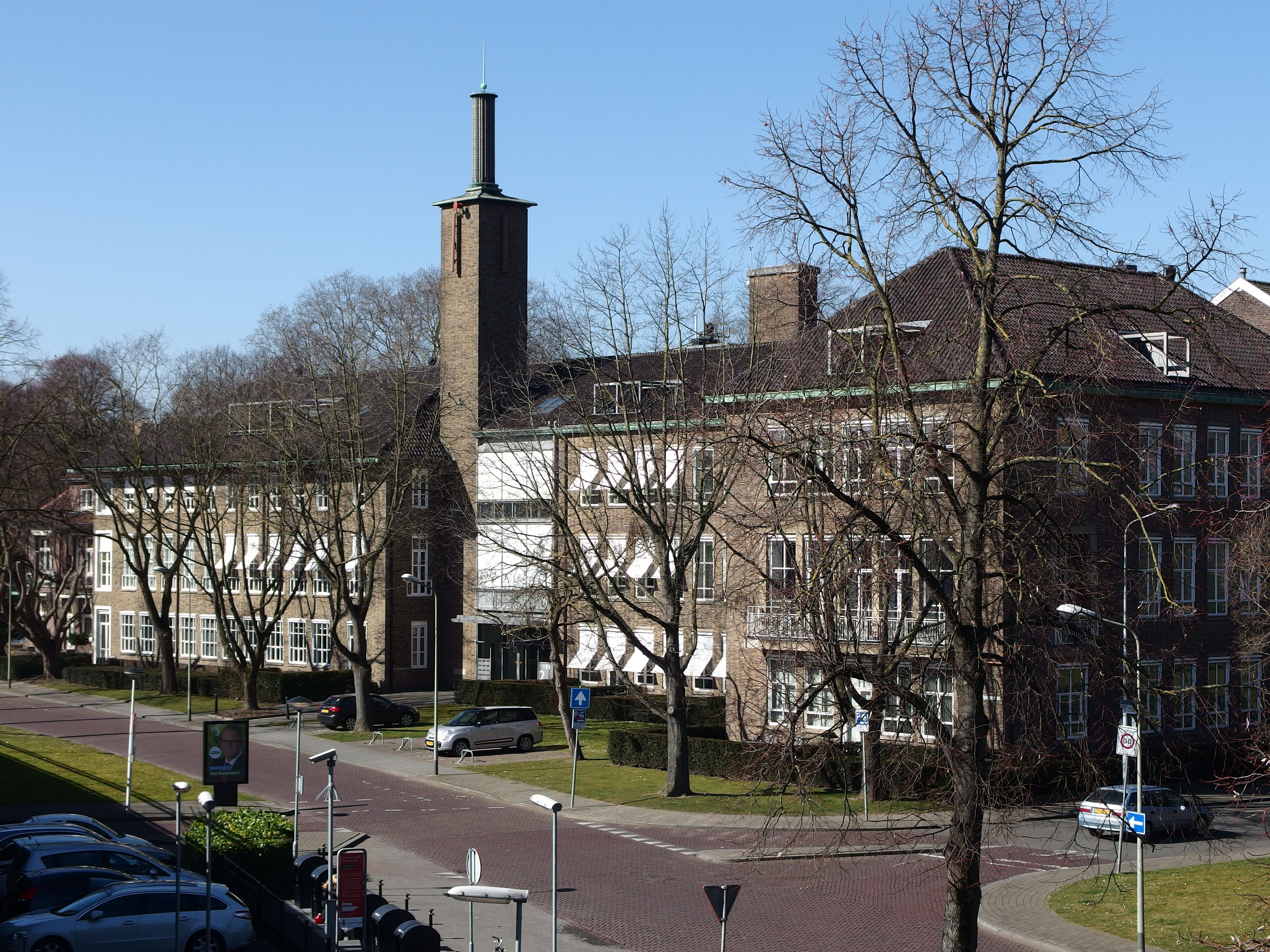
Voormalig PLEM-gebouw